# Rudolf Raimann
Rudolf Raimann (Veszprém (Hongria), 7 de maig, 1861 - Viena (Àustria), 26 de setembre, 1913), va ser un compositor hongarès.
Durant molts anys va ser compositor i director musical del príncep Esterházy. Va compondre 15 òperes i operetes per a la cort, de les quals Enoch Arden és considerat el seu millor treball. També va escriure moltes peces per a veu i melodies per a piano.

## Llista parcial d'òperes i operetes
- Enoch Arden, òpera, segons Alfred Tennyson, estrenada el 8 de maig de 1894 a Budapest
- Er und seine Schwester, farsa amb cançons, llibret de Bernhard Buchbinder (1902)
- El Waschermädel, opereta estrenada el 19 d'abril de 1905 a Viena
- Paula macht alles, opereta estrenada el 27 de març de 1909 a Viena
- Die Frau Gretl, opereta estrenada el 7 d'abril de 1911 a Viena
- Unser Stammhalter, opereta estrenada el 15 de novembre de 1912 a Viena